# Santo Tomás y un donante (Ambrosius Benson)
Santo Tomás y un donante es una obra de Ambrosius Benson (c.1490-1550), pintor flamenco del siglo XVI, que actualmente se encuentra en Museo Nacional del Prado de Madrid (España), aunque procede del convento de Santa Cruz la Real de la ciudad de Segovia. Está fechada hacia el año 1528.
Se trata de una obra completamente renacentista flamenca, está realizada en óleo sobre tabla y representa a santo Tomás de Aquino con un donante en actitud orante, cuya identidad es posible que sea el bachiller Juan Pérez de Toledo, quien poseyó una capilla funeraria en el convento segoviano del que procede la obra. Debió de formar parte de un retablo, junto con las tablas de La Piedad, El Entierro de Cristo, Santa Ana, el Niño Jesús y la Virgen, El abrazo ante la puerta dorada, Santo Domingo de Guzmán y El nacimiento de la Virgen, que también se localizan en el mismo museo. Tras la desamortización del inmueble conventual, la obra ingresó en el Museo de la Trinidad, y una vez que éste se integró al Prado, pasó a formar parte de los fondos de este último, donde se conserva en la actualidad.
Ha sido restaurado recientemente y no forma parte de la colección expuesta del museo.